# Mahmoud al-Rimawy
 (octobre 2016).
Mahmoud al-Rimawy (محمود الريماوي), de son nom complet Mahmoud Ahmad Lutfi al-Rimawy, né le 21 octobre 1948, à Beit Rima en Cisjordanie, est un nouvelliste, romancier et journaliste jordano-palestinien, résident à Amman en Jordanie.

## Biographie
Mahmoud al-Rimawy reçoit son éducation scolaire puis universitaire, successivement à Jéricho, à Jérusalem et à Beyrouth, où il poursuit pendant deux ans des études à l'université arabe de Beyrouth au département de la langue arabe. Choisissant volontairement[réf. nécessaire] d’arrêter son parcours universitaire, il se consacre totalement au journalisme qu’il en fait son métier à Beyrouth et au Koweït, puis, entre 1987 et 2007, à Amman, en Jordanie, en tant que rédacteur et éditorialiste politique, pour le quotidien jordanien Al Ra'i (en) (L'Opinion). Ensuite, et pendant la période 2007/2008, il occupe le poste de rédacteur en chef du quotidien jordanien Al-sijill (Le Registre). 
En 2010, il crée un site web culturel en arabe du nom de Qaba Qaosayn (Qaba Qaosayn signifie : Imminence). Et c’est le premier site du genre en Jordanie[réf. nécessaire]. Pourquoi Qaba Qaosayn ? est le titre d'un texte en arabe écrit par Mahmoud al-Rimawy en guise de charte pour ce site web culturel.

## Œuvres
À partir de l'année 1972, Mahmoud al-Rimawy publie treize recueils de nouvelles, suivis de romans dont un (man you’nis assayida / Qui puisse tenir compagnie à la dame) est nommé en 2010 au Prix international de la fiction arabe (Prix Booker arabe).
- Al oryou fi sahra layliya (Nudité dans un désert nocturne) recueil de nouvelles, publié par le ministère irakien de la Culture et de l'Information, Bagdad, 1972
- Al jurh achamali (Plaie du Nord) recueil de nouvelles, édit. Dar Ibn Rushd, Beyrouth, Liban 1980.
- Kawkab touffah wa amlah[6] (Planète de pommes et sels) recueil de nouvelles, édit. Dar al-Carmel, Amman, Jordanie en 1987.
- Dharb bati’ ala tabl saghir (Battement lent sur un petit tambour), recueil de nouvelles, édit. Maison de la Nouvelle Culture, Le Caire, 1990.
- Ghouraba’ (Étrangers) recueil de nouvelles, édit. sous l’égide du ministère de la Culture, Amman, Jordanie, 1993.
- Ikhwa wahidoun (Frères solitaires), recueil de textes, édit. Dar-Azmina, Amman, Jordanie, 1995.
- Al qitar[7] (Le train), recueil de nouvelles, édit. L'Institution arabe des études et de l'édition, Beyrouth, Amman, Jordanie, 1996.
- Kol ma fi’l amr (Tout ce qu'il y a à savoir) recueil de textes, édit. Dar-Azmina, Amman, Jordanie, 2000.
- Chajarat al a’ila (L’Arbre généalogique) recueil de nouvelles, édit. le Conseil suprême de la culture et des arts, Le Caire, 2000.
- Œuvres complètes des nouvelles, édit. sous l’égide du ministère de la Culture, Amman, Jordanie, 2002.
- Liqaa lam yatim (Rencontre manquée), florilège de nouvelles, édit. par la Mairie du Grand Amman, Jordanie, 2002.
- Al wadi’a (Le Dépôt) recueil de nouvelles, deux éditions, une par la Mairie du Grand Amman, Jordanie, 1999, et la seconde par l’Organisme des Palais de culture en Égypte, 2001.
- Farq Attawqit (Décalage horaire) recueil de nouvelles, deux éditions, une par la Mairie du Grand Amman, Jordanie, 2011, et la seconde par l’Organisme des Palais de culture en Égypte, 2013.
- Roujou’ at-Tai’r (Retour de l’oiseau) recueil de nouvelles, édit. Dar Amman, Jordanie, 2006.
- Awdit Arar (Le Retour d’Arar) recueil de nouvelles, édit. Ministère de la Culture, Amman, Jordanie, 2013.
- Am tab'hith fi Marrakech[8],[6] (Vous cherchez quoi à Marrakech) recueil de nouvelles, deux éditions, une par le magazine culturel de Dubaï en 2015 et la deuxième édition par Dar Fada’et, Amman, Jordanie, 2016.
- Man you’nis assayida (Qui puisse tenir compagnie à la dame), roman, Dar Fada’et, Amman, Jordanie, 2009
- Houl'm haqiqi (Un rêve réel), roman, classé en 2013 par le Prix AQDI parmi les 30 meilleurs œuvres de création arabes. Avec deux éditions, une par le magazine culturel de Dubaï en 2011 et la deuxième édition par Maison des lumières (Dar Attanwir) Beyrouth, Liban, 2012.

## Récompense
- Prix Palestine de la nouvelle (1997)[9]

## Traduction
- Une sélection de ses nouvelles est traduite en bulgare[10], italien[11], anglais[12] et français.
- La version bulgare de ces nouvelles, traduites par l'écrivain arabo-bulgare Khayri Hamdan, est désignée en 2015 comme étant l'un des meilleurs 18 livres édités en Bulgarie.[réf. nécessaire]